# 尼古拉·拉里尼
尼古拉·拉里尼（義大利語：Nicola Larini）是一名意大利的赛车手。拉里尼参加过75场一级方程式赛车大奖赛，曾在1994年圣马力诺大奖赛中为法拉利车队替补出场，获得第二名。拉里尼在房车赛中取得了更大的成功，主要为阿尔法·罗密欧效力。